# 게르만 그레프

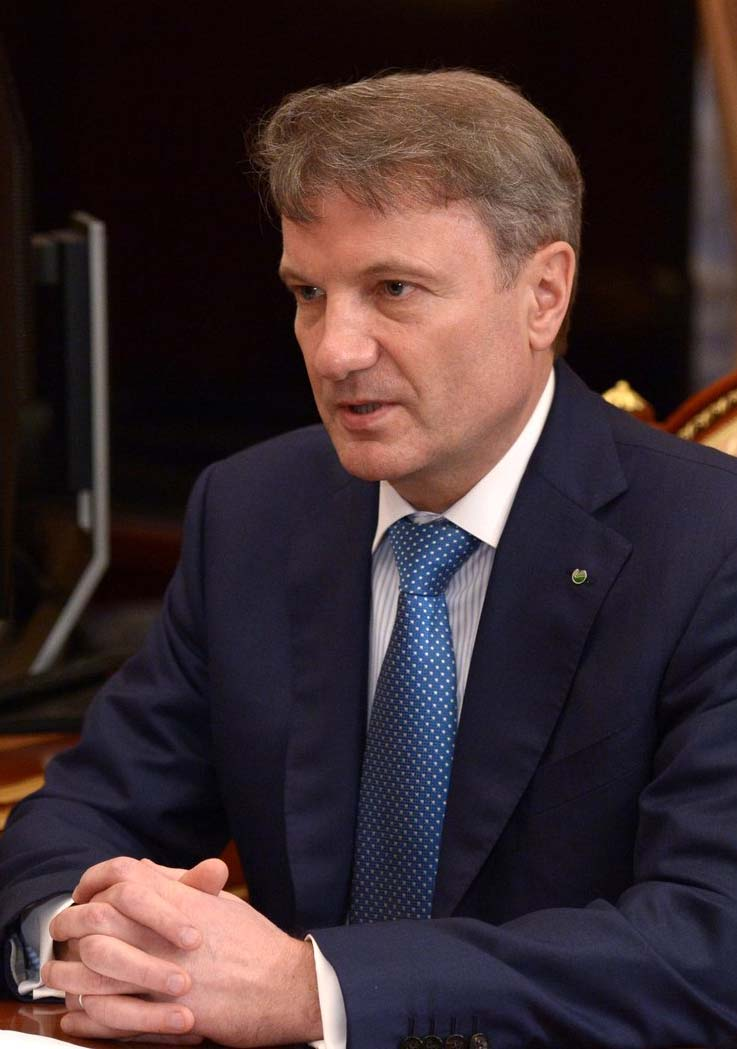
게르만 그레프(2015년)

게르만 오스카로비치 그레프(러시아어: Ге́рман Оска́рович Греф, 독일어: Hermann Gräf 헤르만 그레프[*], 1964년 2월 8일 ~ )는 러시아의 정치인으로 급진개혁파 중 한 사람이다.
1964년 2월 8일에 그는 소비에트 연방 카자흐 소비에트 사회주의 공화국에서 독일계 부모 사이에서 태어났다. 1990년 옴스크 대학교 법학부를 졸업하고 1994년 상트페테르부르크 대학교 법학부 대학원까지 수료했다.
대학원 재학 중이던 1994년 10월부터 상트페테르부르크 국가자산관리위원회 부동산국장이나 일부 지역의 자산관리위원회 의장을 맡았다. 1997년 6월에는 상트페테르부르크 국가자산위원회 제1부의장이 되었다. 1997년 9월 야코블레프 상트페테르부르크 시장의 추천으로 상트페테르부르크 부시장, 국자자산위원회 의장을 또다시 맡았다.